# Bracon levigatus
Bracon levigatus är en stekelart som beskrevs av Gaspard Auguste Brullé 1846. Bracon levigatus ingår i släktet Bracon och familjen bracksteklar. Inga underarter finns listade.